# NCIS (TV-serie)
NCIS är en amerikansk TV-serie om en grupp agenter tillhöriga det amerikanska marindepartementets civila kriminalpolis – Naval Criminal Investigative Service – som utreder brott där militär personal ur flottan och marinkåren är inblandad.
Serien är en spinoff till skaparen Donald P. Bellisarios andra militärserie På heder och samvete som spelades in och sändes från 1995 till 2005 och flera av NCIS-rollfigurintroducerades för första gången i en tvådelad följetong våren 2003 i den andra seriens åttonde säsong. Bellisario lämnade rollen som seriens show runner efter den fjärde säsongen efter en konflikt med huvudrollsinnehavaren Mark Harmon.
Det första NCIS-avsnittet per se hade premiär den 23 september 2003 på CBS. NCIS har sedan 2009 en egen spin-off-serie, NCIS: Los Angeles, med Chris O'Donnell & LL Cool J i huvudrollerna. NCIS fick ännu en spin-off under 2014, NCIS: New Orleans, som sändes under sju säsonger. NCIS fick ytterligare en spin-off under 2021, NCIS: Hawai’i, som började den 20 september 2021 på CBS i USA. Under 2023 fick formatet sin första version producerad utanför USA, i Australien.

## Sammanfattning
NCIS arbetar utanför den vanliga befälsordningen med att utreda brott som har bevis som kan knytas till USA:s flotta eller USA:s marinkår.
Baserade vid Washington Navy Yard leds gruppen av NCIS-agenter av, den tidigare gunnery sergeant, Leroy Jethro Gibbs, vars utredningskunskaper är legendariska och han anses också vara NCIS bästa förhörsledare. Han är känd för att lita på sin magkänsla (eng. "gut", "gut feeling") som ofta visar sig stämma. Han är dock mån om att inte dra slutsatser för snabbt utan bevis utan hans magkänsla snarare driver honom att söka sanningen när ett fall redan kan verka vara löst. Under Gibbs arbetar Special Agent Anthony ‘Tony’ DiNozzo, en före detta mordutredare från Baltimore. Han kan uppfattas som lite barnslig och vill inte släppa taget om collegetiden, och i de första säsongerna verkar han också jämt ha en ny flickvän. Ute i fält är dock Tony i sitt esse och hans instinkter saknar motstycke. Under de två första säsongerna fick Gibbs och Tony sällskap av den före detta Secret Service-agenten Caitlin ‘Kate’ Todd som i pilotavsnittet förlorade sitt tidigare jobb och därmed erbjöds en tjänst i Gibbs team på NCIS. Kate arbetar mestadels “by-the-book” och tycker att det är väldigt roligt att reta Tony. Hennes bästa egenskaper är dock när det gäller att profilera brottslingar och som livvaktsskydd.
Till sin hjälp har agenterna kriminalteknikern Abigali "Abby" Sciuto, en talangfull forskare som även är gothare. Assisterar teamet gör också rättsläkaren Dr. Donald "Ducky" Mallard, som kan allt eftersom han sett allt, och han är inte rädd att berätta det för dig. Under andra säsongen blir NCIS-agenten Timothy "Tim" McGee en del av Gibbs team, en MIT-akademiker vars datorkunskaper överskuggar hans osäkerhet ute i fält. I tredje säsongen ansluter sig Ziva David, en före detta Mossad-agent, till teamet. Ny är också den nya NCIS-chefen Jennifer Shepard, som har ett romantiskt förflutet med Gibbs.

## Huvudkaraktärer

### Leroy Jethro Gibbs
Före detta marinsoldat. Gibbs har jobbat på NCIS sedan början av 90-talet. Hans största styrka är som förhörsledare. Har med åren fått problem med synen, men har svårt att erkänna att han behöver läsglasögon. På sin fritid bygger han båtar i sin källare. Har varit gift fyra gånger och skild tre. Han fick en dotter med sin första fru men både frun och dottern blev mördade när Gibbs var ute på uppdrag, vilket har satt djupa sår i den gamle marinsoldaten.
Spelas av Mark Harmon.

### Timothy "McGee" McGee
McGee tillhör Gibbs team och dyker för första gången upp i säsong 1, avsnitt 7. Han är en MIT-akademiker och från Johns Hopkins, vars datorkunskaper överskuggar hans osäkerhet ute i fält. Han har lite svårt för att se vissa av de motbjudande saker som agenterna ibland få stå ut med, och han kräktes när han var med om sin första obduktion. Han är och förblir "nybörjaren" i Tonys ögon.
I säsong 1 dejtar McGee och Abby, vilket slutar med ett vänskapligt förhållande, dock med vissa fortsatta spänningar. Hans lillasyster Sarah dyker upp i Säsong 4 (avsnitt 9 – Twisted Sister). McGee är även författare och har skrivit en bästsäljande kriminalroman under pseudonymen Thom E. Gemcity (ett anagram på Timothy McGee), som involverar karaktärer baserade på hans team: L.J. Tibbs (Gibbs), Tommy (DiNozzo), Lisa (Ziva), Amy Sutton (Abby), Pimmy Jalmer (Jimmy Palmer) och McGregor (han själv).
Spelas av Sean Murray.

### Abigail "Abby" Sciuto
Kriminaltekniker som arbetar i labbet med att hitta ledtrådar i bevisen agenterna tar med sig tillbaka till NCIS. Hon har en utmärkande goth-stil som rimmar väldigt dåligt med hennes evigt glada humör. Hennes klädstil får många att rynka på näsan första gången de ser henne, men hon är väldigt duktig på sitt jobb och har Gibbs fulla förtroende. Hon blev intresserad av rättsmedicin som liten när hon bodde nära en bilskrot och försökte ta reda på hur olyckorna skett.
Abby gillar rave-partyn och sover i en kista. Har många tatueringar, bland annat en i nacken. Hennes föräldrar var båda döva och därför kan Abby teckenspråk, samt kan läsa på läppar vilket hon och Gibbs, som också kan en del, utnyttjar ibland. Abby dricker konstant en fiktiv dryck kallad "Caf-Pow!" och har en gosedjursflodhäst kallad Bert som pruttar när man kramar honom.
Spelas av Pauley Perrette.

### Dr. Donald "Ducky" Mallard
Ducky är utbildad på Eton College och Edinburgh Medical School i Skottland och är rättsläkare på NCIS. Har en egenhet att prata med de kroppar han ska obducera, men det verkar bara göra honom bättre. Han har fascinerande nog nästan alltid en historia att berätta som kan associera till det aktuella fallet.
Ducky bodde fram till säsong 6 med sin dementa 96-åriga mamma (Nina Foch som spelade mamman avled 2008) och hennes welsh corgi-hundar. En av hans stora passioner är att spela cricket. Duckys huvudsakliga position är rättsläkare, men han gör ibland även undersökningar på brottsplatsen och en gång skickades han till och med ut på ett väldigt viktigt uppdrag under täckmantel. Han har också utbildning i psykologi för att ta reda på mer om hur till exempel mördare skulle kunna tänka.
Spelas av David McCallum.

### Jimmy Palmer
Jobbar tillsammans med Ducky som hans assistent, tar över efter Gerald när han i säsong ett blir skadad och sjukskriven. Han är flitig och gör sitt bästa. Han har ett hemligt, men kortvarigt, förhållande med en annan agent.
Spelas av Brian Dietzen. (2004-)

### Eleanor Bishop
Efter att ha hjälpt NCIS lösa ett fall erbjöd Gibbs henne en chans att göra dubbel plikt som en NSA analytiker på NCIS MCRT. Hon tillämpas heltids provanställning jobb på NCIS, vilket hon accepterar. Är ursprungligen från Oklahoma, hon har tre bröder och är gift.
Spelas av Emily Wickersham. (2013-)

## Återkommande karaktärer
- Tobias Fornell (Joe Spano) (2003-). Jobbar på FBI, även vän till Gibbs.
- Leon Vance (Rocky Carroll) (2008-). chef för NCIS.

## Gamla karaktärer
Caitlin "Kate" Todd (Sasha Alexander) (2003–2005)Secret Service-agent som efter att ha haft en relation med en kollega fick säga upp sig, det tog dock inte lång tid innan hon fick erbjudande av Gibbs att börja NCIS. Hade planer på att bli advokat, men hoppade av utbildningen efter ett år eftersom hon tyckte det var så tråkigt. Hennes relation till Tony utvecklades att bli väldigt syskonlik och Kate hade alltid en kvick kommentar som svar när Tony försökt imponera på henne eller Gibbs. Är också väldigt duktig på att teckna, framför allt porträtt men även karikatyrer. Hon har även en tatuering på rumpan som är i en form av en ros som hon gjorde då hon var berusad. Hon dödades av Ari Haswari i slutet av säsong 2.
Jenny Shepard (Lauren Holly) (2005–2008)Chef på avdelningen. Hon har tidigare arbetat på fältet med Gibbs. Hon vill gärna visa sig hård men är egentligen inte mer än de andra, hon är inte rädd att ta i själv när det behövs. Shephard dör efter femte säsongen.
Ziva David (Cote de Pablo) (2005–2013)Ziva är agent för Mossad, men arbetar som sambandsofficer med position hos NCIS i de första säsongerna. Hennes specialiteter är lönnmord, spionage och tvång. Hon kom till NCIS i början av tredje säsongen efter att hennes halvbror dödat Kate. Hon skjuter honom därefter i huvudet för att han ljugit för henne. Hennes övriga familj är rätt splittrad. Hon hade en lillasyster, Tali, som dog i en självmordsbombning hennes pappa blev mördad i säsong 10. Hennes sorgliga familjehistoria har påverkat henne väldigt starkt men hon visar inte gärna sina känslor inför andra.
Ziva är väldigt envis och talar många språk, bland annat hebreiska, arabiska, spanska, franska, engelska, ryska, italienska, tyska med mera. Hennes engelska präglas dock av en hebreisk brytning och ibland blir det fel när hon använder sig av engelska ordspråk. Det är ett stående skämt att Ziva feltolkar uttryck (till exempel "I feel like such a donkey's butt.") och någon – oftast DiNozzo eller McGee – måste rätta henne (till exempel "'Horse's ass', Ziva"). Ziva är också vacker och sjunger väldigt bra.
I säsong 11xe02 lämnar Ziva David serien i en scen tillsammans med Anthony DiNozzo. Cote de Pablo, som spelar Ziva David, lämnar serien på grund av att "hon ville bara ta en paus, inte på grund av pengar". 
Anthony "Tony" DiNozzo (Michael Weatherly) (2003–2016)Var tidigare mordutredare, bland annat i Baltimore, och det verkar som att han tidigare inte kunnat stanna på ett och samma jobb speciellt länge. När serien börjar har han varit på NCIS i två år. Tony har ett stort intresse för kvinnor, och har en väldigt flirtig personlighet. Dock har han ingen tur när det gäller långvariga kärleksförhållanden. Tony har också en förkärlek för fina bilar och dyra kläder. Han älskar även filmer och har sett det mesta och kan ofta relatera det mesta med filmer.
Tony vill ibland imponera på Gibbs, men ofta blir han bortgjord. Han är dock väldigt effektiv och vet vad han gör i sitt arbete. Under de senare säsongerna har man börjat se att Tony, likt Gibbs, mer har börjat lita på sin magkänsla, som inte alltför sällan också stämmer. Till skillnad från Gibbs har han dock en tendens att vilja skryta när han har rätt. Han har en förhörsteknik som är väldigt speciell men även väldigt effektiv.
Michael Weatherly har beslutat sig för att lämna serien efter säsong 13.
- Paula Cassidy (Jessica Steen) NCIS agent. Leder ett team precis som Gibbs, men ingår även under en kort tid i Gibbs team, där hon tillfälligt ersätter Kate. Cassidy offrar sitt liv för att förhindra en självmordsbombare under fjärde säsongen.
- Ari Haswari (Rudolf Martin) Mossadagent och terrorist. Han är halvbror till Ziva.
- Michelle Lee (Liza Lapira) Hon var med i Tonys team när Gibbs var pensionerad.
- Jeanne Benoit (Scottie Thompson) Flickvän till Tony under säsong 4.
- Hollis Mann (Susanna Thompson) Tillfällig flickvän till Gibbs.
- Gerald Jackson (Pancho Demmings) Assistent till Ducky under säsong ett. Blir skadad av Ari Haswari och sjukskriven, men återkommer i några episoder i säsong 3.
- Mike Franks (Muse Watson) Tidigare chef och handledare till Gibbs, kallar honom ibland fortfarande "nybörjaren (Probie)".

## DVD
I Sverige har NCIS släppts av CBS DVD/Paramount på DVD.
| Säsong    | Episoder | Release datum    | Release datum     | Release datum |
| Säsong    | Episoder | Region 1         | Sverige           |               |
| --------- | -------- | ---------------- | ----------------- | ------------- |
| Säsong 1  | 23       | 6 juni 2006      | 23 augusti 2006   |               |
| Säsong 2  | 23       | 14 november 2006 | 25 oktober 2006   |               |
| Säsong 3  | 24       | 24 april 2007    | 10 oktober 2007   |               |
| Säsong 4  | 24       | 23 oktober 2007  | 4 juni 2008       |               |
| Säsong 5  | 19       | 26 augusti 2008  | 27 maj 2009       |               |
| Säsong 6  | 25       | 25 augusti 2009  | 23 juni 2010      |               |
| Säsong 7  | 24       | 24 augusti 2010  | 29 juni 2011      |               |
| Säsong 8  | 24       | 23 augusti 2011  | 7 september 2011  |               |
| Säsong 9  | 24       | 21 augusti 2012  | 19 september 2012 |               |
| Säsong 10 | 24       | 20 augusti 2013  | 16 oktober 2013   |               |
| Säsong 11 | 24       | 19 augusti 2014  | 15 december 2014  |               |
| Säsong 12 | 24       | Under 2015       | Under 2015        |               |

## Avsnitt

### Säsong  1
| Nr | Titel                  | Första sändningsdatum | Första sändningsdatum |
| Nr | Titel                  | USA                   |                       |
| -- | ---------------------- | --------------------- | --------------------- |
| 1  | Yankee White           | september 2003        |                       |
| 2  | "Hung Out to Dry"      | 30 september 2003     |                       |
| 3  | Seadog                 | 7 oktober 2003        |                       |
| 4  | The Immortals          | 14 oktober 2003       |                       |
| 5  | The Curse              | 28 oktober 2003       |                       |
| 6  | High Seas              | 4 november 2003       |                       |
| 7  | Sub Rosa               | 18 november 2003      |                       |
| 8  | Minimum Security       | 25 november 2003      |                       |
| 9  | Marine Down            | 16 december 2003      |                       |
| 10 | Left for Dead          | Januari 2004          |                       |
| 11 | Eye Spy                | 13 januari 2004       |                       |
| 12 | My Other Left foot     | 3 februari 2004       |                       |
| 13 | One Shot, One Kill     | 10 februari 2004      |                       |
| 14 | The good Samaritan     | 17 februari 2004      |                       |
| 15 | Enigma                 | 24 februari 2004      |                       |
| 16 | Bete Noire             | 2 mars 2004           |                       |
| 17 | The Truth is out there | 16 mars 2004          |                       |
| 18 | UnSEALed               | 6 april 2004          |                       |
| 19 | Dead man talking       | 27 april 2004         |                       |
| 20 | Missing                | 4 maj 2004            |                       |
| 21 | Split Decision         | 11 maj 2004           |                       |
| 22 | A Week link            | 18 maj 2004           |                       |
| 23 | Reveille               | 25 maj 2004           |                       |

### Säsong  2
| Nr | Titel               | Första sändningsdatum | Första sändningsdatum |
| Nr | Titel               | USA                   |                       |
| -- | ------------------- | --------------------- | --------------------- |
| 1  | See No Evil         | 28 september 2004     |                       |
| 2  | The good Wives club | 5 oktober 2004        |                       |
| 3  | Vanished            | 12 oktober 2004       |                       |
| 4  | Lt. Jane Doe        | 19 oktober 2004       |                       |
| 5  | The boneyard        | 26 oktober 2004       |                       |
| 6  | Terminal Leave      | 16 november 2004      |                       |
| 7  | Call of silence     | 23 november 2004      |                       |
| 8  | Heart break         | 30 november 2004      |                       |
| 9  | Forced Entry        | 7 december 2004       |                       |
| 10 | Chained             | 14 december 2004      |                       |
| 11 | Black Water         | 11 januari 2005       |                       |
| 12 | Doppelgänger        | 18 januari 2005       |                       |
| 13 | The meat puzzle     | 8 februari 2005       |                       |
| 14 | Witness             | 15 februari 2005      |                       |
| 15 | Caught on tape      | 22 februari 2005      |                       |
| 16 | Pop Life            | 1 mars 2005           |                       |
| 17 | An eye for an eye   | 22 mars 2005          |                       |
| 18 | Bikini Wax          | 29 mars 2005          |                       |
| 19 | Conspiracy Theory   | 12 april 2005         |                       |
| 20 | Red Cell            | 26 april 2005         |                       |
| 21 | Hometown hero       | 3 maj 2005            |                       |
| 22 | SWAK                | 10 maj 2005           |                       |
| 23 | Twilight            | 24 maj 2005           |                       |

### Säsong  3
| Nr | Titel            | Första sändningsdatum | Första sändningsdatum |
| Nr | Titel            | USA                   |                       |
| -- | ---------------- | --------------------- | --------------------- |
| 1  | Kill Ari: Part 1 | 20 september 2005     |                       |
| 2  | Kill Ari: Part 2 | 27 september 2005     |                       |
| 3  | Mind Games       | 4 oktober 2005        |                       |
| 4  | Silver War       | 11 oktober 2005       |                       |
| 5  | Switch           | 18 oktober 2005       |                       |
| 6  | The Voyeus's Web | 25 oktober 2005       |                       |
| 7  | Honor code       | 1 november 2005       |                       |
| 8  | Under Covers     | 8 november 2005       |                       |
| 9  | Frame Up         | 22 november 2005      |                       |
| 10 | Probie           | 29 november 2005      |                       |
| 11 | Model Behaviour  | 13 december 2005      |                       |
| 12 | Boxed In         | 10 januari 2006       |                       |
| 13 | Deception        | 17 januari 2006       |                       |
| 14 | Light Sleeper    | 31 januari 2006       |                       |
| 15 | Head case        | 7 februari 2006       |                       |
| 16 | Family Secret    | 28 februari 2006      |                       |
| 17 | Ravenous         | 7 mars 2006           |                       |
| 18 | Bait             | 14 mars 2006          |                       |
| 19 | Iced             | 4 april 2006          |                       |
| 20 | Untouchable      | 18 april 2006         |                       |
| 21 | Bloodbath        | 25 april 2006         |                       |
| 22 | Jeopardy         | 2 maj 2006            |                       |
| 23 | Hiatus: Part 1   | 9 maj 2006            |                       |
| 24 | Hiatus: Part 2   | 16 maj 2006           |                       |

### Säsong  4
| Nr | Titel             | Första sändningsdatum | Första sändningsdatum |
| Nr | Titel             | USA                   |                       |
| -- | ----------------- | --------------------- | --------------------- |
| 1  | Shalom            | 19 september 2006     |                       |
| 2  | Escaped           | 26 september 2006     |                       |
| 3  | Singled Out       | 3 oktober 2006        |                       |
| 4  | Faking it         | 10 oktober 2006       |                       |
| 5  | Dead and Unburied | 17 oktober 2006       |                       |
| 6  | Witch Hunt        | 31 oktober 2006       |                       |
| 7  | Sandblast         | 7 november 2006       |                       |
| 8  | Once a hero       | 14 november 2006      |                       |
| 9  | Twisted sister    | 21 november 2006      |                       |
| 10 | Smoked            | 28 november 2006      |                       |
| 11 | Driven            | 12 december 2006      |                       |
| 12 | Suspicion         | 16 januari 2007       |                       |
| 13 | Sharif Returns    | 23 januari 2007       |                       |
| 14 | Blowback          | 6 februari 2007       |                       |
| 15 | Friends & Lovers  | 13 februari 2007      |                       |
| 16 | Dead man walking  | 20 februari 2007      |                       |
| 17 | Skeletons         | 27 februari 2007      |                       |
| 18 | Iceman            | 20 mars 2007          |                       |
| 19 | Grace period      | 3 april 2007          |                       |
| 20 | Cover story       | 10 april 2007         |                       |
| 21 | Brothers in Arms  | 24 april 2007         |                       |
| 22 | In the Dark       | 1 maj 2007            |                       |
| 23 | Trojan Horse      | 8 maj 2007            |                       |
| 24 | Angel of death    | 22 maj 2007           |                       |

### Säsong  5
| Nr    | Titel                    | Första sändningsdatum | Första sändningsdatum |
| Nr    | Titel                    | USA                   |                       |
| ----- | ------------------------ | --------------------- | --------------------- |
| 1     | Bury of Death            | 22 maj 2007           |                       |
| 2     | Family                   | 2 oktober 2007        |                       |
| 3     | The Ex-file              | 9 oktober 2007        |                       |
| 4     | Identity Chrisis         | 16 oktober 2007       |                       |
| 5     | Leap of Faith            | 23 oktober 2007       |                       |
| 6     | Chimera                  | 30 oktober 2007       |                       |
| 7     | Requiem                  | 6 november 2007       |                       |
| 8     | Designated target        | 13 november 2007      |                       |
| 9     | Lost and found           | 20 november 2007      |                       |
| 10    | Corporal Punishment      | 27 november 2007      |                       |
| 11    | Tribes                   | 15 januari 2008       |                       |
| 12    | Stakeout                 | 8 april 2008          |                       |
| 13    | Dog Tags                 | 15 april 2008         |                       |
| 14    | Internal Affairs         | 22 april 2008         |                       |
| 15    | In the zone              | 29 april 2008         |                       |
| 16    | Recoil                   | 6 maj 2008            |                       |
| 17    | About face               | 13 maj 2008           |                       |
| 18/19 | Judgment Day: part 1 & 2 | 20 maj 2008           |                       |

### Säsong  6
| Nr | Titel              | Första sändningsdatum | Första sändningsdatum |
| Nr | Titel              | USA                   |                       |
| -- | ------------------ | --------------------- | --------------------- |
| 1  | Last man standing  | 23 september 2008     |                       |
| 2  | Agent Afloat       | 30 september 2008     |                       |
| 3  | Capitol Offense    | 7 oktober 2008        |                       |
| 4  | Heartland          | 14 oktober 2008       |                       |
| 5  | Nine Lives         | 21 oktober 2008       |                       |
| 6  | Murder 2.0         | 28 oktober 2008       |                       |
| 7  | Collateral Damage  | 11 november 2008      |                       |
| 8  | Cloak              | 18 november 2008      |                       |
| 9  | Dagger             | 25 november 2008      |                       |
| 10 | Road Kill          | 2 december 2008       |                       |
| 11 | Silent Night       | 16 december 2008      |                       |
| 12 | Caged              | 6 januari 2009        |                       |
| 13 | Broken Bird        | 13 januari 2009       |                       |
| 14 | Love and War       | 27 januari 2009       |                       |
| 15 | Deliverance        | 3 februari 2009       |                       |
| 16 | Bounce             | 10 februari 2009      |                       |
| 17 | South by Southwest | 17 februari 2009      |                       |
| 18 | Knockout           | 17 mars 2009          |                       |
| 19 | Hide and Seek      | 24 mars 2009          |                       |
| 20 | Dead Reckoning     | 31 mars 2009          |                       |
| 21 | Toxic              | 7 april 2009          |                       |
| 22 | Legend, del 1      | 28 april 2009         |                       |
| 23 | Legend, del 2      | 5 maj 2009            |                       |
| 24 | Semper Fidelis     | 12 maj 2009           |                       |
| 25 | Aliyah             | 19 maj 2009           |                       |

### Säsong  7
| Nr | Titel                 | Första sändningsdatum | Första sändningsdatum |
| Nr | Titel                 | USA                   |                       |
| -- | --------------------- | --------------------- | --------------------- |
| 1  | Truth Or Consequenses | 22 september 2009     |                       |
| 2  | Reunion               | 29 september 2009     |                       |
| 3  | Inside Man            | 6 oktober 2009        |                       |
| 4  | Good Cop, Bad Cop     | 13 oktober 2009       |                       |
| 5  | Code Of Conduct       | 20 oktober 2009       |                       |
| 6  | Outlaws And In-Laws   | 3 november 2009       |                       |
| 7  | Endgame               | 10 november 2009      |                       |
| 8  | Power Down            | 17 november 2009      |                       |
| 9  | Child's Play          | 24 november 2009      |                       |
| 10 | Faith                 | 15 december 2009      |                       |
| 11 | Ignition              | 5 januari 2010        |                       |
| 12 | Flesh And Blood       | 12 januari 2010       |                       |
| 13 | Jet Lag               | 26 januari 2010       |                       |
| 14 | Masquerade            | 2 februari 2010       |                       |
| 15 | Jack-Knife            | 9 februari 2010       |                       |
| 16 | Mother's Day          | 2 mars 2010           |                       |
| 17 | Double Identity       | 9 mars 2010           |                       |
| 18 | Jurisdiction          | 16 mars 2010          |                       |
| 19 | Guilty Pleasure       | 6 april 2010          |                       |
| 20 | Moonlighting          | 27 april 2010         |                       |
| 21 | Obsession             | 4 maj 2010            |                       |
| 22 | Borderland            | 11 maj 2010           |                       |
| 23 | Patriot Down          | 18 maj 2010           |                       |
| 24 | Rule Fifty-One        | 25 maj 2010           |                       |

### Säsong  8
| Nr | Titel                     | Första sändningsdatum | Första sändningsdatum |
| Nr | Titel                     | USA                   |                       |
| -- | ------------------------- | --------------------- | --------------------- |
| 1  | Spider and the Fly        | 21 september 2010     |                       |
| 2  | Worst Nightmare           | 28 september 2010     |                       |
| 3  | Short Fuse                | 5 oktober 2010        |                       |
| 4  | Royals and Loyals         | 12 oktober 2010       |                       |
| 5  | Dead Air                  | 19 oktober 2010       |                       |
| 6  | Cracked                   | 26 oktober 2010       |                       |
| 7  | Broken Arrow              | 9 november 2010       |                       |
| 8  | Enemies Foreign           | 16 november 2010      |                       |
| 9  | Enemies Domestic          | 23 november 2010      |                       |
| 10 | False Witness             | 14 december 2010      |                       |
| 11 | Ships in the Night        | 11 januari 2011       |                       |
| 12 | Recruited                 | 18 januari 2011       |                       |
| 13 | Freedom                   | 1 februari 2011       |                       |
| 14 | A Man Walks Into A Bar... | 8 februari 2011       |                       |
| 15 | Defiance                  | 15 februari 2011      |                       |
| 16 | Kill Screen               | 22 februari 2011      |                       |
| 17 | One Last Score            | 1 mars 2011           |                       |
| 18 | Out of the Frying Pan     | 22 mars 2011          |                       |
| 19 | Tell-All                  | 29 mars 2011          |                       |
| 20 | Two-Faced                 | 5 april 2011          |                       |
| 21 | Dead Reflection           | 12 april 2011         |                       |
| 22 | Baltimore                 | 3 maj 2011            |                       |
| 23 | Swan Song                 | 10 maj 2011           |                       |
| 24 | Pyramid                   | 17 maj 2011           |                       |

### Säsong  9
| Nr | Titel                   | Första sändningsdatum | Första sändningsdatum |
| Nr | Titel                   | USA                   |                       |
| -- | ----------------------- | --------------------- | --------------------- |
| 1  | Nature of the Beast     | 19 september 2011     |                       |
| 2  | Restless                | 26 september 2011     |                       |
| 3  | The Penelope Papers     | 3 oktober 2011        |                       |
| 4  | Enemy on the Hill       | 11 oktober 2011       |                       |
| 5  | Safe Harbor             | 18 oktober 2011       |                       |
| 6  | Thirst                  | 25 oktober 2011       |                       |
| 7  | Devil's Triangle        | 31 oktober 2011       |                       |
| 8  | Engaged (Part I)        | 7 november 2011       |                       |
| 9  | Engaged (Part II)       | 14 november 2011      |                       |
| 10 | Sins of the Father      | 22 november 2011      |                       |
| 11 | Newborn King            | 13 december 2011      |                       |
| 12 | Housekeeping            | 3 januari 2012        |                       |
| 13 | A Desperate Man         | 10 januari 2012       |                       |
| 14 | Life Before His Eyes    | 6 februari 2012       |                       |
| 15 | Secrets                 | 14 februari 2012      |                       |
| 16 | Psych out               | 21 februari 2012      |                       |
| 17 | Need to Know            | 28 februari 2012      |                       |
| 18 | The Tell                | 20 mars 2012          |                       |
| 19 | The Good Son            | 27 mars 2012          |                       |
| 20 | The Missionary Position | 10 april 2012         |                       |
| 21 | Rekindled               | 17 april 2012         |                       |
| 22 | Playing with Fire       | 1 maj 2012            |                       |
| 23 | Up in Smoke             | 8 maj 2012            |                       |
| 24 | Till Death Do Us Part   | 15 maj 2012           |                       |

### Säsong 10
| Nr | Titel                | Första sändningsdatum | Första sändningsdatum |
| Nr | Titel                | USA                   |                       |
| -- | -------------------- | --------------------- | --------------------- |
| 1  | Extreme Prejudice    | 25 september 2012     |                       |
| 2  | Recovery             | 2 oktober 2012        |                       |
| 3  | Phoenix              | 9 oktober 2012        |                       |
| 4  | Lost at sea          | 23 oktober 2012       |                       |
| 5  | The Namesake         | 30 oktober 2012       |                       |
| 6  | Shell Shock Part I   | 13 november 2012      |                       |
| 7  | Shell Shock Part II  | 20 november 2012      |                       |
| 8  | Gone                 | 27 november 2012      |                       |
| 9  | Devil`s Trifecta     | 11 december 2012      |                       |
| 10 | You Better Watch Out | 18 december 2012      |                       |
| 11 | Shabbat Shalom       | 8 januari 2012        |                       |
| 12 | Shiva                | 15 januari 2012       |                       |
| 13 | Hit And Run          | 29 januari 2012       |                       |
| 14 | Canary               | 5 februari 2012       |                       |
| 15 | Hereafter            | 19 februari 2012      |                       |
| 16 | Detour               | 26 februari 2012      |                       |
| 17 | Prime Suspect        | 5 mars 2012           |                       |
| 18 | Seek                 | 19 mars 2012          |                       |
| 19 | Squall               | 26 mars 2012          |                       |
| 20 | Chasing Ghosts       | 9 april 2012          |                       |
| 21 | Berlin               | 23 april 2012         |                       |
| 22 | Revenge              | 30 april 2012         |                       |
| 23 | Double Blind         | 7 maj 2012            |                       |
| 24 | Damned If You Do     | 14 maj 2012           |                       |

### Säsong 11
| Nr | Titel                     | Första sändningsdatum                                         | Första sändningsdatum |
| Nr | Titel                     | USA                                                           |                       |
| -- | ------------------------- | ------------------------------------------------------------- | --------------------- |
| 1  | Whiskey Tango Foxtrot     | 24 september 2013                                             |                       |
| 2  | Past, Present, and Future | 1 oktober 2013                                                |                       |
| 3  | Under the Radar           | 8 oktober 2013                                                |                       |
| 4  | Anonymous Was a Woman     | 15 oktober 2013                                               |                       |
| 5  | Once a Crook              | 22 oktober 2013                                               |                       |
| 6  | Oil and Water             | 29 oktober 2013                                               |                       |
| 7  | Better Angels             | 5 november 2013                                               |                       |
| 8  | Alibi                     | 12 november 2013                                              |                       |
| 9  | Gut Check                 | 19 november 2013                                              |                       |
| 10 | Devil's Triad             | 10 december 2013                                              |                       |
| 11 | Homesick                  | 17 december 2013                                              |                       |
| 12 | Kill Chain                | 7 januari 2014                                                |                       |
| 13 | Double Back               | 14 januari 2014                                               |                       |
| 14 | Monsters and Men          | 4 februari 2014                                               |                       |
| 15 | Bulletproof               | 25 februari 2014                                              |                       |
| 16 | Dressed to Kill           | 4 mars 2014                                                   |                       |
| 17 | Rock and a Hard Place     | 18 mars 2014                                                  |                       |
| 18 | Crescent City: Part 1     | 25 mars 2014                                                  |                       |
| 19 | Crescent City: Part 2     | 1 april 2014                                                  |                       |
| 20 | Page Not Found            | 8 april 2014                                                  |                       |
| 21 | Alleged                   | 15 april 2014                                                 |                       |
| 22 | Shooter                   | 29 april 2014                                                 |                       |
| 23 | The Admiral's Daughter    | 6 maj 2014                                                    |                       |
| 24 | Honor Thy Father          | 13 maj 2014 (Detta avsnitt hedras till minne av Ralph Waite). |                       |